# Danielle Luquet de Saint Germain
Danielle Luquet de Saint Germain, précédemment Danielle Varenne, née dans la région lyonnaise, est un mannequin de cabine français connue pour être la muse de Yves Saint Laurent au début de sa période Rive gauche dans les années 1960, puis de Claude Montana. Par la suite, elle devient collectionneuses de vêtements dont, parmi d'autres créations, de nombreuses pièces de haute couture iconiques de Saint Laurent telle la robe Picasso, ainsi que de Claude Montana.

## Origines familiales
La famille Luquet de Saint-Germain est une famille d'ancienne bourgeoisie originaire du Nivernais. Jacques Luquet de Saint-Germain (1656-1730) fonda  plusieurs fabriques de faïence.

## Biographie
Tout au long de sa carrière, Saint Laurent a besoin d'être inspiré par ses muses. Il en aura de nombreuses en cinquante ans de carrière. Le grand couturier ne crée jamais « à plat » mais directement debout sur un mannequin vivant : « Je n'ai jamais pu travailler sur un mannequin en bois ; je joue en déroulant le tissu sur le mannequin (j'ai besoin de mannequins qui m'inspirent), en tournant autour d'elle, en la faisant bouger jusqu'à l'instant où j'ai le choc de la robe ou du tailleur… La seule collection que j'ai ratée, un fiasco complet, l'année de l'apparition de Courrèges, je n'avais pas de bons mannequins, et je n'ai pas été inspiré ». À propos de cette collection, la presse titre « Saint Laurent habille les grands-mères. » En cette année 1964 où André Courrèges triomphe, Saint Laurent a déjà perdu sa fidèle alliée et muse, avec qui il entretient une relation fusionnelle depuis son passage chez Dior, Victoire.
Le prêt-à-porter envahi la mode depuis quelques années ; à cette époque, plusieurs couturiers s'y lancent avec plus ou moins de succès. Pierre Bergé, Didier Grumbach et Yves Saint Laurent vont bientôt lancer Rive gauche.
Danielle Varenne arrive de Lyon à Paris alors âgée de dix-neuf ans ; elle est tout juste mariée. Elle se présente chez Saint Laurent où on lui fait essayer la robe Mondrian. « Elle est parfaite, il faut juste qu'elle perde un peu de poids » souligne le couturier : elle est immédiatement embauchée. « J'avais, sans le savoir, une manière d'enlever un vêtement avec la modernité et l'insouciance des jeunes gens de la rue », ce que recherche le couturier : « quand je l'ai choisie, je me suis aperçu que son corps, ses gestes étaient typiquement ceux de la femme d'aujourd'hui », une incarnation de l'époque. Elle lui redonne l'inspiration : « Tout ce que je faisais sur elle […] et qui s'effondrait, je m'apercevais qu'il fallait s'en débarrasser pour de bon ! Elle m'a fait avancer » se souvient le couturier.
Rousse, filiforme, le visage légèrement androgyne, elle est plus qu'un mannequin de cabine et devient la muse, l'inspiratrice de Saint Laurent : « la création, chez Yves Saint Laurent, est une osmose entre le tissu et la façon de bouger. » ; celui-ci créé sur elle la première collection pour Rive gauche, mais également le premier smocking, sa première saharienne immortalisée plus tard par Veruschka, ainsi que la blouse noire et transparente qui créée un scandale après avoir été présentée seins nus, par Danielle Luquet de Saint Germain durant le défilé.
Mais Saint Laurent rencontre Loulou de La Falaise, sa prochaine muse et s'éloigne peu à peu de Danielle. Après cinq ans avec le couturier, Danielle Luquet de Saint Germain part défiler chez Dior puis travailler auprès de Marc Bohan. Par la suite, elle rejoint Claude Montana dès ses débuts et l'accompagne également lorsqu'il travaille pour la haute couture de Lanvin. Mariée puis divorcée deux fois, elle a deux enfants.

### 2013
Grande collectionneuse, Danielle Luquet de Saint Germain dispose d'un large garde-robe comptant de plus de 10 000 pièces signées Yves Saint Laurent ou Claude Montana bien entendu, mais également Azzedine Alaïa, Paco Rabanne, Thierry Mugler, Yohji Yamamoto, Nina Ricci, Isabelle Allard ou Christian Lacroix. « J'aime le vêtement pour sa construction, le porter est accessoire. » S'y trouve des robes, manteaux ou différents vêtements, mais également des accessoires de mode : « J'ai toujours donné beaucoup d'importance aux chapeaux, aux chaussures, aux gants et aux bijoux. » Cette collection est constituée de pièces données par les créateurs pour son travail, ou d'achats au cours des années. Au début des années 2000, une partie de cette collection est exposée au Musée d'art et d'histoire de Genève. Elle met en vente plusieurs centaines de ces créations en octobre 2013 ; la vente est un succès, voyant les prix d'une robe Saint Laurent s'envoler.